# Violet Walrond
Violet Ethel Mary Walrond (Auckland, 27 de febrer de 1905 - Taupo, Waikato, 17 de desembre de 1996) va ser un nedadora neozelandesa que va competir a començaments del segle xx.
Fou la primera dona neozelandesa que disputà uns Jocs Olímpics, i amb 15 anys i 178 dies fou la nedadora més jove dels Jocs Olímpics de 1920. A Anvers va disputar dues proves del programa de natació. En els 100 metres lliures fou cinquena, mentre en els 300 metres lliures fou setena. Es va retirar de la natació de competició el 1923.